# 存思
存思（そんし）は、道教の瞑想法のこと。仏教の座禅のような悟りを得るための無念観想の法ではなく、体内に観想を集中させることによって修法者の身体の一部に宿る気や「神（しん・人間の根本的な生命心）」を活性化させたり、身体から離れないよう体内に留めさせるための法である。大地や天の星、自分の身体だけでなく、神々も気でできていると考え、思い念じることで自分の身体に宿っている神を現出させようとした。存思することを説く経典の一つに『老子中経』がある。そこでは身体の各部分に神が住んでいるとされ、衣服や冠の色など細かい身体的特徴で区別されている。また、胃管中で養われている神は修行者自身の姿で現れることもある。修行者は存思によって定期的に神々を呼び出すことにより、それぞれの持ち場を離れないように監視する。一人でもいなくなると、病気や精神異常が起こるとされているからである。最悪の場合、体内から出ていった神を呼び戻す必要がある。そのときに関係するのが三魂七魄の考え方である。神や魂魄といった要素がバラバラになってしまわないよう、維持することで心身の健康を守っていたのである。
存思の「思」という字の字源は、会意形声文字であり、もとの字は「恖」で、「囟（シン）」は、幼児の泉門の閉じていない頭を表し、「思」という字はその心を表している。そのような状態は、内丹術における、人間以前の先天と人間としての後天の融合点を示している。内丹術においてはそれを還虚の状態であるとし、内丹術の最終目標としている。その「思」の状態に存在することを存思という。武当山で行われていた古式太極拳などでは、存思の状態で行う存思套路と呼ばれる一連の導引術があり、日本では瞑想太極拳と呼ぶこともある。